# Miltiadis Guskos
Miltiadis Guskos (en grec Μιλτιάδης Γούσκος, illa de Zacint, 1877 - 9 de juliol de 1903) fou un atleta grec que va néixer a Zacint i va morir ben jove al Raj Britànic d'una intoxicació alimentària. Va prendre part en els Jocs Olímpics de 1896, a Atenes, en la prova de llançament de pes, en la qual quedà segon rere Robert Garrett dels Estats Units. El millor llançament de Guskos fou d'11,03 metres, mentre el de Garrett fou d'11,22 metres.